# Zahara de la Sierra
Zahara de la Sierra ist eine kleine Gemeinde in der spanischen Provinz Cádiz in der Autonomen Region Andalusien.
Die Ortschaft gehört zu den weißen Dörfern (span. Pueblos blancos) und liegt am Nordrand des Naturparks Sierra de Grazalema, 124 Kilometer von der Provinzhauptstadt Cádiz entfernt.

## Geschichte
Im 8. Jahrhundert wurde die Ortschaft von den Arabern gegründet und war zu Zeiten der Mauren eine bedeutende Stadt. Der Name des Ortes ist arabischen Ursprungs und lässt sich von Ṣaḫra(tun), 'Fels' herleiten. Der Namenszusatz de la Sierra,  um Zahara von Zahara de los Atunes, ebenfalls in der Provinz Cádiz gelegen, zu unterscheiden.
Im Jahre 1483 wurde Zahara von den Christen eingenommen, die so den Weg nach Ronda und damit nach Granada öffneten. Die Reste einer maurischen Burg aus dem 12. Jahrhundert überragen heute auf einem Felsen den Ort und bieten eine fantastische Aussicht über das Umland und den Stausee von Zahara.
Der im Wappen dargestellte Löwe auf dem Turm erinnert an die Eroberung der Burg durch den Marqués von Cádiz, Rodrigo Ponce de León.

## Sehenswürdigkeiten
- Reste der maurischen Burg und Bergfried mit quadratischem Grundriss
- Uhrenturm (Torre del Reloj) aus dem 16. Jahrhundert
- Kirche Santa María de la Mesa; im 17. Jahrhundert im Barockstil erbaut
- 1992 wurde etwas unterhalb des Ortes ein Staudamm fertiggestellt, der als ein Wasserreservoir für die landwirtschaftliche Bewässerung dient aber auch als Badesee: „Embalse de Zahara-El Gastor“.

Das Fronleichnamsfest (span. Corpus Cristi) stellt den jährlichen Höhepunkt im Dorfleben dar, wenn die Prozessionen über die mit Blumen bedeckten Straßen des Ortes ziehen.